# International Journal of Chemical Kinetics
Das International Journal of Chemical Kinetics (abgekürzt Int. J. Chem. Kinet.) ist eine wissenschaftliche Fachzeitschrift, die monatlich im Peer-Review-Verfahren bei John Wiley & Sons erscheint. Die Zeitschrift behandelt Themen aus dem Bereich der Chemischen Kinetik und erschien erstmals 1969. Veröffentlicht werden Beiträge zu Gasen und kondensierter Materie, zur Atmosphärenchemie und Verbrennung von Gasphasen, zur Arzneimittelsynthese und zum Wirkstofftransport, zur heterogenen und homogenen Katalyse, zur Elektrochemie, zu Metallhalogenid-Perowskiten, zu Elektrolyten, zu biochemischen Materialien sowie zu niedrigdimensionalen Nanomaterialien. Der Impact Factor der Zeitschrift lag 2024 bei 1,6. Chefredakteur ist Il Jeon von der Sungkyunkwan-Universität.